# 弗氏神女鯰
弗氏神女鯰，為輻鰭魚綱鯰形目甲鯰科的其中一種，為熱帶淡水魚，分布於南美洲Baria河流域，體長可達7公分，棲息在底層水域，生活習性不明。